# 33151 Tomasobelloni
33151 Tomasobelloni este o planetă minoră (asteroid) din centura de asteroizi. A fost descoperită pe 25 februarie 1998 la osservatorio astronomico di Sormano⁠(d) de Marco Cavagna⁠(d). 
Obiectul prezintă o orbită caracterizată de o semiaxă mare de 2,6721763 UAi, o excentricitate de 0,12, o înclinație de 13,39629 ° în raport cu ecliptica.